# Philippe Rogge

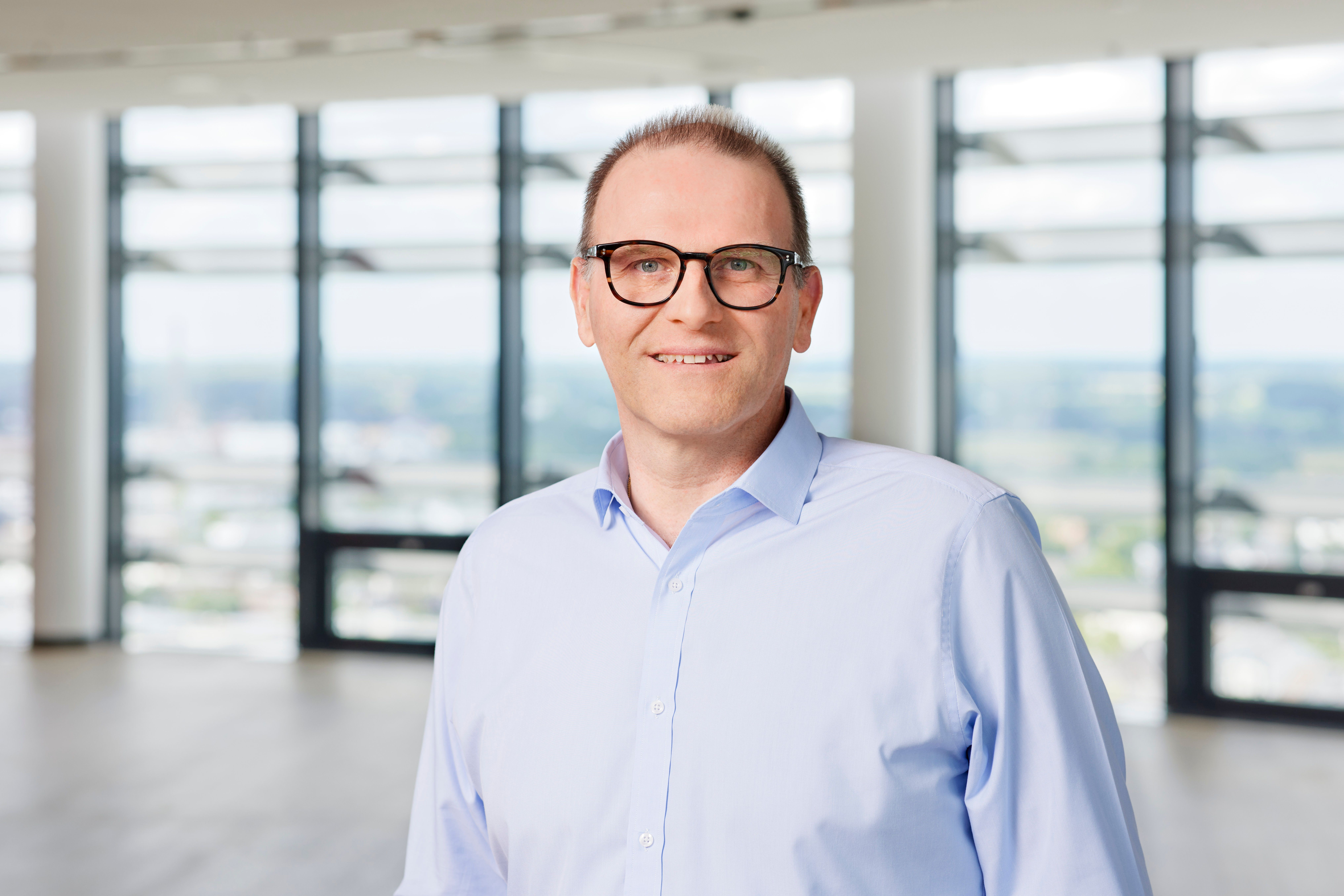
Philippe Rogge (2023)

Philippe Rogge (* 9. Dezember 1969 in Gent, Belgien) ist ein belgischer Manager und Segler. Er war Vorsitzender der Geschäftsleitung von Vodafone Deutschland und war viele Jahre für Microsoft tätig.

## Leben
Philippe Rogge wurde 1969 als Sohn des ehemaligen IOC-Präsidenten Jacques Rogge geboren. Nach der Schule studierte Rogge Betriebswirtschaft an der Universität Gent. Nach dem MBA im Jahr 1991 studierte er Management an der Vlerick Business School. Zudem absolvierte Rogge im Jahr 2006 das Advanced Management Program der Insead.

### Segeln
Als Profisegler nahm er ab 1981 an internationalen Wettbewerben teil, darunter die von 1991 bis 2003 an den Finn World Championships und mehrfach an den ISAF-Segel-Weltmeisterschaften. Er hatte sich für die Olympischen Sommerspiele 1996 in Atlanta qualifiziert, aber keinen Startplatz erhalten.
Von 1997 bis 2005 war Rogge Präsident der International Finn Association, dem weltweiten Dachverband. In dieser Position setzte er sich weiter für die Förderung der Sportart ein.
Rogge war Vizepräsident des Nationalen Olympische Komitees für Belgien. Als Vorsitzender der Athleten leitete er die belgische Delegation zu den Olympischen Sommerspielen 2008 in Peking.

### Management
Rogge begann seine Laufbahn 1993 als Analyst beim Mineralölkonzern ExxonMobil und kombinierte das mit dem Profisport. 1998 wechselte er zur Reederei Compagnie Maritime Belge (CMB). 2001 nahm er eine Stelle in der Unternehmensentwicklung des Telekommunikationsanbieters Belgacom an. Dort hatte er verschiedene Führungspositionen inne und stieg bis zum Vice President Business Development auf.
2010 ging Rogge zum Technologiekonzern Microsoft. Als General Manager war er für die Geschäfte in Portugal, Belgien und Luxemburg verantwortlich. In der Position des Chief Operating Officer sammelte er Erfahrung in der Volksrepublik China. Von 2017 bis 2022 war Rogge President Central & Eastern Europe.
Im Juli 2022 wurde Rogge zum Vorsitzenden der Geschäftsführung von Vodafone Deutschland berufen. Als Chief Executive Officer (CEO) der größten Landesgesellschaft zog er auch in das Group Executive Committee der Vodafone Group ein. Im März 2024 schied Rogge aus der Geschäftsleitung wieder aus. Hintergrund waren Differenzen über die Unternehmensstrategie. Dies hatte zum Rückzug mehrerer Führungskräfte geführt.

## Mandate
Rogge ist Mitglied des Präsidiums und des Hauptvorstands des Branchenverbands Bitkom. Er ist Vater von zwei Kindern und lebt in Düsseldorf.